# Endoscypha perforans
Endoscypha perforans är en svampart som beskrevs av Syd. 1924. Endoscypha perforans ingår i släktet Endoscypha, ordningen disksvampar, klassen Leotiomycetes, divisionen sporsäcksvampar och riket svampar.   Inga underarter finns listade i Catalogue of Life.